# Acanthofrontia biannulata
Acanthofrontia biannulata là một loài bướm đêm thuộc phân họ Arctiinae, họ Erebidae.